# Campionato africano maschile under 19 di pallavolo
Il campionato africano maschile under 19 di pallavolo è una competizione pallavolistica, organizzata dalla CAVB, per squadre nazionali africane, riservata a giocatori con un'età inferiore di 19 anni.

## Albo d'oro
| Edizione      | Edizione      | Podio    | Podio   | Podio   |
| Anno          | Organizzatore | Campione | Seconda | Terza   |
| ------------- | ------------- | -------- | ------- | ------- |
| 1994 Dettagli | -             | Tunisia  | Marocco | -       |
| 1997 Dettagli | -             | Tunisia  | Algeria | -       |
| 1998 Dettagli | -             | Tunisia  | Algeria | Marocco |
| 2000 Dettagli | -             | Tunisia  | Algeria | -       |
| 2002 Dettagli | -             | Egitto   | Tunisia | Marocco |
| 2004 Dettagli | Sudafrica     | Egitto   | Tunisia | Sudan   |
| 2006 Dettagli | Algeria       | Tunisia  | Egitto  | Algeria |
| 2008 Dettagli | Egitto        | Tunisia  | Egitto  | Algeria |
| 2010 Dettagli | Sudafrica     | Tunisia  | Egitto  | Marocco |
| 2013 Dettagli | Algeria       | Egitto   | Tunisia | Ruanda  |
| 2015 Dettagli | Tunisia       | Egitto   | Tunisia | Algeria |
| 2016 Dettagli | Tunisia       | Tunisia  | Egitto  | Marocco |
| 2020 Dettagli | Nigeria       | Nigeria  | Camerun | Gambia  |

## Medagliere
| Pos. | Squadra | 1º posto | 2º posto | 3º posto | Totale |
| ---- | ------- | -------- | -------- | -------- | ------ |
| 1    | Tunisia | 8        | 4        | -        | 12     |
| 2    | Egitto  | 4        | 4        | -        | 8      |
| 3    | Nigeria | 1        | -        | -        | 1      |
| 4    | Algeria | -        | 3        | 3        | 6      |
| 5    | Marocco | -        | 1        | 2        | 3      |
| 6    | Camerun | -        | 1        | -        | 1      |
| 7    | Gambia  | -        | -        | 1        | 1      |
| 7    | Ruanda  | -        | -        | 1        | 1      |
| 7    | Sudan   | -        | -        | 1        | 1      |

* Il medagliere è aggiornato con i dati raccolti, mancano quindi alcuni risultati.